# Larry DePalma
Lawrence Edward „Larry“ DePalma (* 27. Oktober 1965 in Trenton, Michigan) ist ein ehemaliger US-amerikanischer Eishockeyspieler, der im Verlauf seiner aktiven Karriere zwischen 1984 und 1997 unter anderem 148 Spiele für die Minnesota North Stars, San Jose Sharks und Pittsburgh Penguins in der National Hockey League (NHL) auf der Position des linken Flügelstürmers bestritten hat. Zudem absolvierte DePalma über 500 Partien in der International Hockey League (IHL), wo er mit den Kansas City Blades im Jahr 1992 den Turner Cup gewann.

## Karriere
DePalma spielte zunächst zwei Jahre von 1984 bis 1986 in der Western Hockey League bei den New Westminster Bruins und Saskatoon Blades. Nach einer erfolgreichen letzten Spielzeit in der WHL mit 112 Punkten in 65 Spielen wurde er ins East Second All-Star Team gewählt.
Bereits vor der Saison 1985/86 hatten ihn die Minnesota North Stars aus der National Hockey League den ungedrafteten US-Amerikaner unter Vertrag und setzten ihn bis zum Ende der Spielzeit 1990/91 sowohl in der NHL als auch in ihren Farmteams in der International Hockey League und American Hockey League ein. Insgesamt bestritt DePalma 121 NHL-Partien für die North Stars, ehe er als Free Agent einen Vertrag bei den neu gegründeten San Jose Sharks unterzeichnete. Dort kam er in den folgenden beiden Spielzeiten zumeist im Farmteam bei den Kansas City Blades zum Einsatz, mit denen er am Ende der Saison 1991/92 den Turner Cup, die Meisterschaft der IHL, gewinnen konnte. Für die Sharks selbst lief er in 20 NHL-Spielen auf. Im November 1993 wechselte er dann zu den New York Islanders, für die er aber keine einzige NHL-Partie absolvierte. Über die Waiver-Liste nahmen ihn im März 1994 die Pittsburgh Penguins in ihr Team auf. Bei den Penguins spielte der linke Flügelstürmer zum Ende der Saison 1993/94 seine letzten sieben NHL-Partien. In der Folge kam er nur noch in der International Hockey League zum Einsatz und beendete seine Karriere nach der Spielzeit 1996/97.

## Erfolge und Auszeichnungen
- 1986 WHL East Second All-Star Team
- 1992 Turner-Cup-Gewinn mit den Kansas City Blades

## Karrierestatistik
(Legende zur Spielerstatistik: Sp oder GP = absolvierte Spiele; T oder G = erzielte Tore; V oder A = erzielte Assists; Pkt oder Pts = erzielte Scorerpunkte; SM oder PIM = erhaltene Strafminuten; +/− = Plus/Minus-Bilanz; PP = erzielte Überzahltore; SH = erzielte Unterzahltore; GW = erzielte Siegtore; 1 Play-downs/Relegation; Kursiv: Statistik nicht vollständig)